# 馬氏六絲鯰
馬氏六絲鯰為輻鰭魚綱鯰形目海鯰科的其中一種，分布於印度西太平洋區的新幾內亞及澳洲半鹹水水域、海域，體長可達51公分，棲息在底層水域，生活習性不明。

## 擴展閱讀
維基物種上的相關：馬氏六絲鯰